# Эсхатология старообрядчества

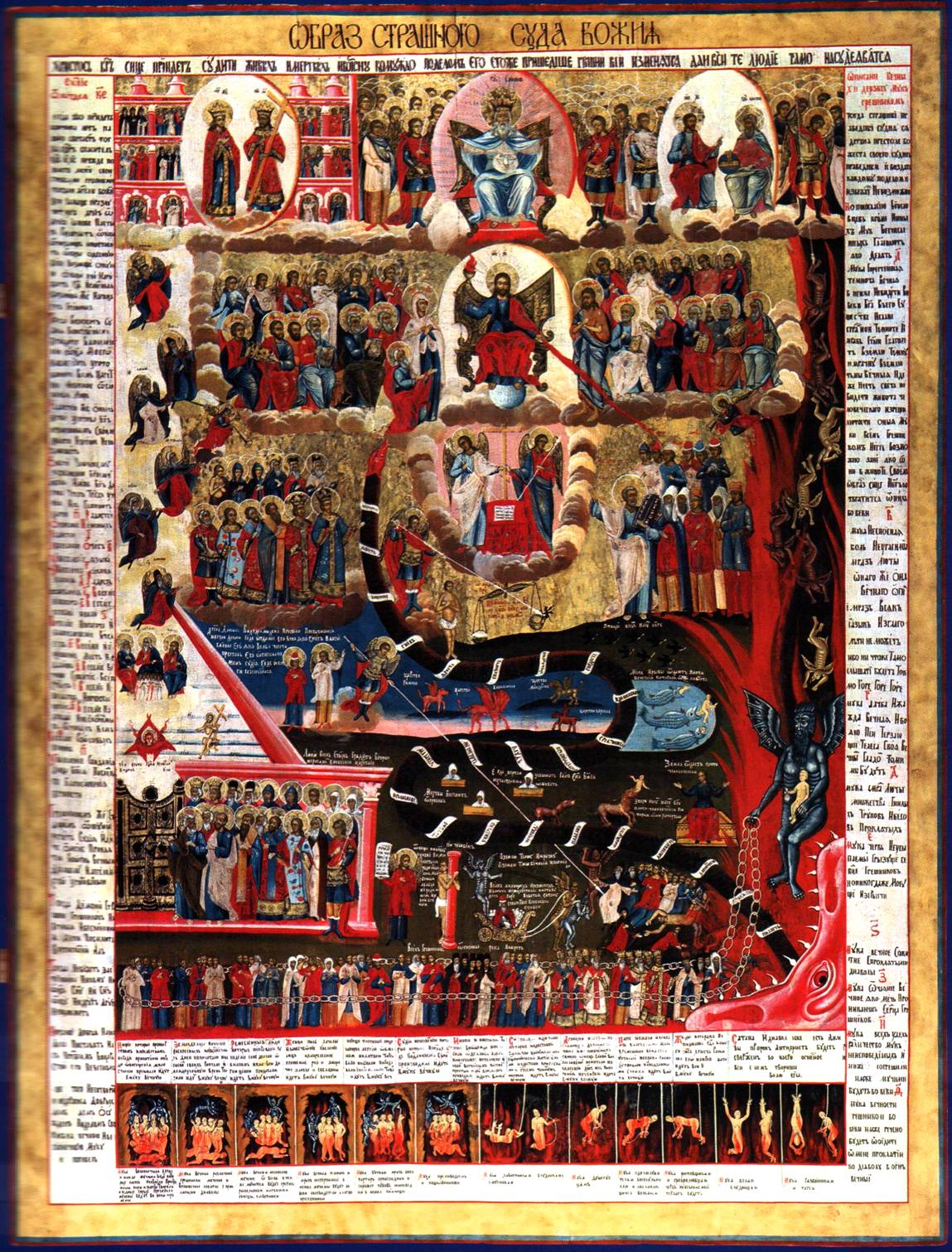
Старообрядческая икона Страшного суда. Поволжье, XVIII век

Эсхатоло́гия старообря́дчества — совокупность относящихся к наступлению царствия Антихриста, второму пришествию Иисуса Христа и Страшному суду верований и учений, распространённых среди старообрядцев. Возникнув в середине XVII века в результате раскола Русской православной церкви, они претерпели существенное развитие и существуют вплоть до настоящего времени. Эсхатологические взгляды различаются у старообрядцев поповских и беспоповских согласий, приобретя у последних более пессимистический характер. Крайняя эсхатологичность в беспоповщине особенно присуща странническому толку, с его проповедью ухода от мира, с отказом от паспортов, денег, от всяких сношений с миром. Постоянное размышление о последних временах характеризует и поморщину.
В конце 1620-х — начале 1630-х годов в северных лесах Русского царства возникло движение «лесных старцев», возглавляемое иноком Капитоном. В отличие от «ревнителей благочестия», веривших в долговечность русского православия, старцы ожидали скорого пришествия Антихриста. Они считали мир безнадёжно греховным, а единственным путём спасения — уход от общества, крайний аскетизм, умерщвление плоти и отказ от контактов с еретическим миром. Они утверждали, что иерархия лишилась благодати, сделав таинства недействительными, включая причащение и брак. Учение об Антихристе стало важной темой в старообрядческой литературе после раскола. Его формирование опиралось на издания московского печатного двора 1640-х годов, «Кириллову книгу» и «Книгу о вере». Первая провозглашала наступление конца света в VIII тысячелетии от сотворения мира, указывала на признаки близости апокалипсиса и отождествляла Антихриста с папой Римским. Вторая излагала теорию поэтапного завоевания мира Антихристом, предрекая его окончательное воцарение в 1666 году от Рождества Христова — дате, полученной сложением апокалиптических чисел 1000 («тысячелетнее царство») и 666 («число зверя»). Согласно им, первый этап пришествия Антихриста завершился к 1000 году, второй ознаменовался отпадением в ересь Западной Руси, а в 1666 году Антихрист должен был воцариться окончательно.
В старообрядческой литературе выделяют несколько подходов к толкованию образа Антихриста. Теория чувственного Антихриста предполагает, что он имеет воплощение в некотором реальном человеке. Теория духовного или мысленного Антихриста предполагала, что среди гонителей «старой веры» есть лишь «послушник» Антихриста. Её сторонники утверждали, что буквальное толкование Писания о приходе Антихриста в Москву невозможно, поэтому следует толковать его переносно: отступление от веры само есть Антихрист, понимаемый как действие, а не как личность. Теория «духовного» Антихриста постулировала падение благочестия в Московском государстве после реформ, где воцарился богоборческий дух дьявола, господствующий в Церкви и обществе; данный дух и есть Антихрист, действующий через своих «послушников» и «сосуды». Согласно смешанному подходу («теория мысленно-чувственного Антихриста» по Н. С. Гурьяновой), чувственный Антихрист проявляется в «послушниках», через которых он действует, самого же Антихриста нужно понимать в духовном смысле, предсказанные же в священном писании признаки наступления царства Антихриста, а также описания «лица» этого Антихриста следует понимать не буквально, а иносказательно. Радикальная антимонархическая и антицерковная направленность характерна для эсхатологии бегунов и старопоморцев-филипповцев.
Основным вопросом, на который отвечала старообрядческая эсхатология, был вопрос о том, как следует относиться к настоящему моменту, который всегда понимался как «последние времена». Большинство беспоповских согласий считали свою эпоху «Антихристовым временем», проповедуя концепцию «духовного» Антихриста, проявившегося в никоновских реформах; на данную тему писали Андрей Денисов и Феодосий Васильев. Часть беспоповцев, преимущественно из керженских скитов, выдвинули идею о воцарении «чувственного» Антихриста в лице императора Петра I. В конце XVIII века радикальное согласие бегунов (странников) возродило теорию об Антихристе в лице Петра I. Основатель данного направления Евфимий учил, что деятельность Петра утвердила Антихристово царство в России. Для Евфимия Антихрист — дух сатаны, действующий через всех людей в его царстве, но наиболее полно воплощающийся во власть имущих («царско лицо»). Антихрист присутствовал с апостольских времён, но последний его воплотитель обретёт абсолютную власть. Черты Антихриста Евфимий видел в Петре: императорский титул, изменение календаря, вмешательство в церковные дела. В XIX веке эсхатология сохраняла актуальность для старообрядцев. Под влиянием переводов трудов И. Г. Юнга-Штиллинга они связывали личность Наполеона I и французское нашествие 1812 года с концом света, видя в Наполеоне последнего Антихриста. Эти идеи нашли отклик у староверов, особенно беспоповцев-федосеевцев. В бытовом отношении данные идеи находили воплощение как в идее бегстве от мира, так и в трудовой этике.

## Хилиазм на Руси до 1667 года

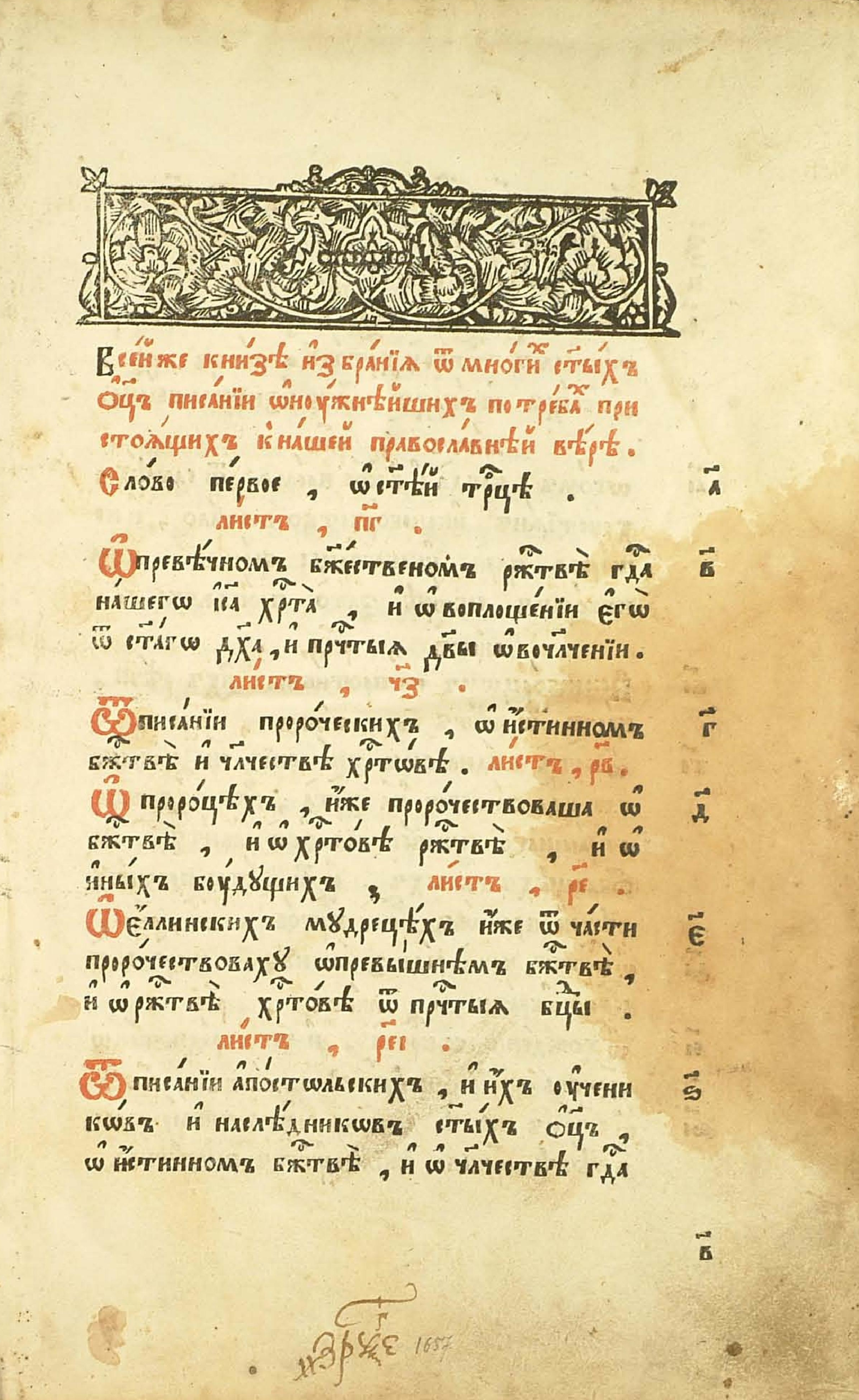
Кириллова книга, издание 1644 года

Характерной чертой духовной культуры Московской Руси считается преобладание в ней монашеско-аскетического направления. В отличие от церкви Запада, восточная церковь не знала пика эсхатологических ожиданий в 1000 году. В то же время в Византии, с приближением к 7000 году от сотворения мира (1492 год н. э.), дальше которого не было расчёта даты Пасхи, нарастала тревожность. Русь, осуществив рецепцию византийских эсхатологических текстов, восприняла их по преимуществу исторически и оптимистически.

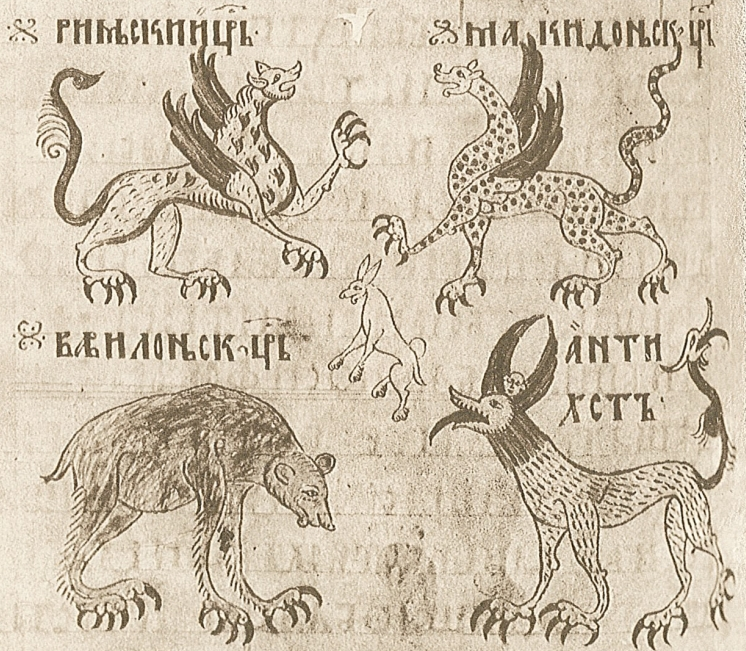
Символизирующие Римское, Персидское и Вавилонское царства звери встречают Антихриста. Онежская Псалтырь, 1395 год

Заметных признаков того, что ожидания конца света как-то повлияли на политику московских князей, историками не выявлено. В XV веке великий князь Иван III значительно усилил Московское государство, присоединив Новгород и добившись независимости от Золотой Орды в 1480 году. Территории России расширились от Чёрного моря до Северного Ледовитого океана и от Днепра до Западной Сибири, что изменило её геополитическое положение. Падение Константинополя в 1453 году на фоне этих успехов способствовало возникновению идеи о богоизбранности Руси как преемницы Византии в защите православия. Напротив, причины поражения греков, русские видели в наказании за Флорентийскую унию. Концепция особой миссии государства, основанная на ветхозаветном пророчестве Даниила о вечном царстве (Дан. 2:44, 45), имела глубокие корни. Византия, именовавшая себя «вторым Римом», и Римская церковь претендовали на роль единственного центра христианского мира. На Руси идея богоизбранности развивалась с XI века. Митрополит Иларион Киевский в «Слове о законе и благодати» около 1037 года утверждал равноправие Руси с Византией, ссылаясь на библейское предсказание о явлении «мышцы Господней» всем народам. Летописец того же века, упоминая посещение апостолом Андреем киевских гор, подчёркивал особое предназначение русских земель для христианства. При этом несчастья Руси объяснялись как строгое наказание за грехи избранного народа.
Во второй половине XV века русский церковный патриотизм трансформировался в учение о мессианской роли русского народа. Около 1461 года в «Слове об осьмом соборе» великий князь Василий II именовался «мудрым изыскателем святых правил», а Русь провозглашалась носителем «высшего христианства». Авторы современной падению Константинополя повести утверждали о возвышении «русийской земли» Божией милостью. В 1492 году митрополит Зосима объявил Ивана III «новым царём Константином нового града Константинополя — Москвы», переосмыслив византийские и болгарские исторические формулы. Идея преемственности вселенской миссии Византии развивалась и его оппонентами: Иосиф Волоцкий в «Просветителе» ссылался на пророчество апостола Андрея, подчёркивая превосходство русского благочестия над иными землями. В мистическом ключе концепция была развита в «Повести о Белом Клобуке». Согласно легенде, символ чистоты православия — Белый Клобук — переместился из Рима в Константинополь, а затем в Новгород, ибо «ныне православная вера там почитается больше, чем где-либо». Пребывание реликвии на Руси знаменовало, что «в третьем Риме, еже есть на русской земле — благодать Святого Духа воссия». Учение о «третьем царстве» Святого Духа, восходящее к раннехристианскому хилиазму и западным источникам, проникло на Русь, вероятно, через новгородские контакты с католическими кругами.
Ожидание Страшного суда в 1492 году вызвало рост апокалиптических настроений, но его ненаступление не оказало глубокого эмоционально влияния. Иосиф Волоцкий объяснял, что период в 7000 лет является датой не человеческого, а сакрального летосчисления. В начале XVI века старец Филофей сформулировал концепцию религиозной миссии Руси, сместив акцент с «русской земли» на Москву и великого князя как верховного носителя власти. Развивая идеи митрополита Зосимы, он провозгласил: «Два Рима падоша, а третий стоит, а четвёртому не быти». Согласно его посланиям, Москва стала центром «святой соборной апостольской церкви», единственным хранителем православия после падения Рима и Константинополя. Филофей интерпретировал пророчество Даниила о вечном царстве, смягчив его вторую часть: вместо завоевания других царств он утверждал мистическое объединение всех христианских земель под властью русского государя («все христианские царства… снидошася во единое царство нашего государя»). С точки зрения старообрядцев ориентация Никона на интеллектуальное наследие греков, чья империя пала от турков, для Руси может иметь аналогичные последствия. Дальнейшее развитие идеи священном значении русской монархии зафиксировано в «Голубиной книге» в начале XVI века.
По завершении Смутного времени и восстановления православной иерархии в Западной Руси в 1620 году, преследования священнослужителей со стороны польских властей не прекратились. Западнорусские писатели, отвергшие унию, резко осуждали перешедший в униатство епископат. Монах Иван Вышенский обвинял епископов в предательстве, сравнивая их со «свирепыми волками», разоряющими паству, и критиковал за роскошный образ жизни. Стефан Зизаний в комментариях на сочинения Кирилла Иерусалимского отождествлял отход епископата от православия с торжеством Антихриста, связывая папство с его силами и предрекая окончательную победу зла в восьмом тысячелетии. Захарий Копыстенский в «Книге о вере» предсказывал пришествие Антихриста в 1666 году, трактуя 666 как число зверя. Сведения о гонениях проникали в Москву, особенно после Деулинского перемирия 1618 года, когда вернувшиеся пленные, включая патриарха Филарета, сообщили о религиозном хаосе в Западной Руси. Филарет, считавший чистое православие там утраченным, настоял на Соборе 1620 года на перекрещивании выходцев с западнорусских земель. Труды Вышенского, Зизания и Копыстенского распространялись в России, а их отдельные тезисы были включены в «Кириллову книга» 1644 года. Наиболее важной книгой сборника стало «Сказание» Кирилла Иерусалимского, толковавшего Второе пришествие Иисуса Христа как начало нового лучшего бытия. Кирилл указывал многочисленные признаки прихода Антихриста, актуальные на момент написания его книги в IV веке — распространение христианства по всему миру, падение Римской империи, церковные расколы, войны и т. д. Также Кирилл писал о приходе предтеч Антихриста, призванных отвратить людей от веры в Христа и заставить их поклониться тёмной силе. Перевод Зизания сместил акцент на текущее время, привязав эсхатологические ожидания к концу XVI века. В целом, среди изданий московского печатного двора 1640-х годов сочинения на эсхатологическую тему занимали значительное место.
С восшествием на престол в 1645 году царя Алексея Михайловича, «боголюбцы» из «Кружка ревнителей благочестия» оказались приближены к власти. Они выступали за исправлению церковной и гражданской жизни в России путём утверждения благочестия на основе строгого следования церковным уставам и постановлениям Стоглавого собора 1551 года. В их число входили протопопы Иван Неронов, Аввакум и будущий патриарх Никон. Тогда же в северных лесах России возникло движение «лесных старцев», возглавляемое иноком Капитоном. В отличие от «ревнителей благочестия», веривших в долговечность русского православия, старцы ожидали скорого пришествия Антихриста. Они считали мир безнадёжно греховным, а единственным путём спасения — уход от общества, крайний аскетизм, умерщвление плоти и отказ от контактов с еретическим миром. Капитон подавал пример, нося камни и спя подвешенным. Старцы избегали церквей и причастия, считая священников недостойными. Реформы Никона стали для них доказательством окончательного отпадения церкви, ставшей орудием Антихриста. Они утверждали, что иерархия лишилась благодати, сделав таинства недействительными, включая причащение и брак. В середине 1660-х годов они образовали общину в вязниковских лесах близ озера Кщара где ожидали прихода Антихриста. Там они предавались крайним формам аскетизма, морили себя голодом и пропагандировали самоубийства в подражание раннехристианским мученикам и самосожжение.

## Историческое развитие

### В XVII веке

#### Споры о Никоне как Антихристе

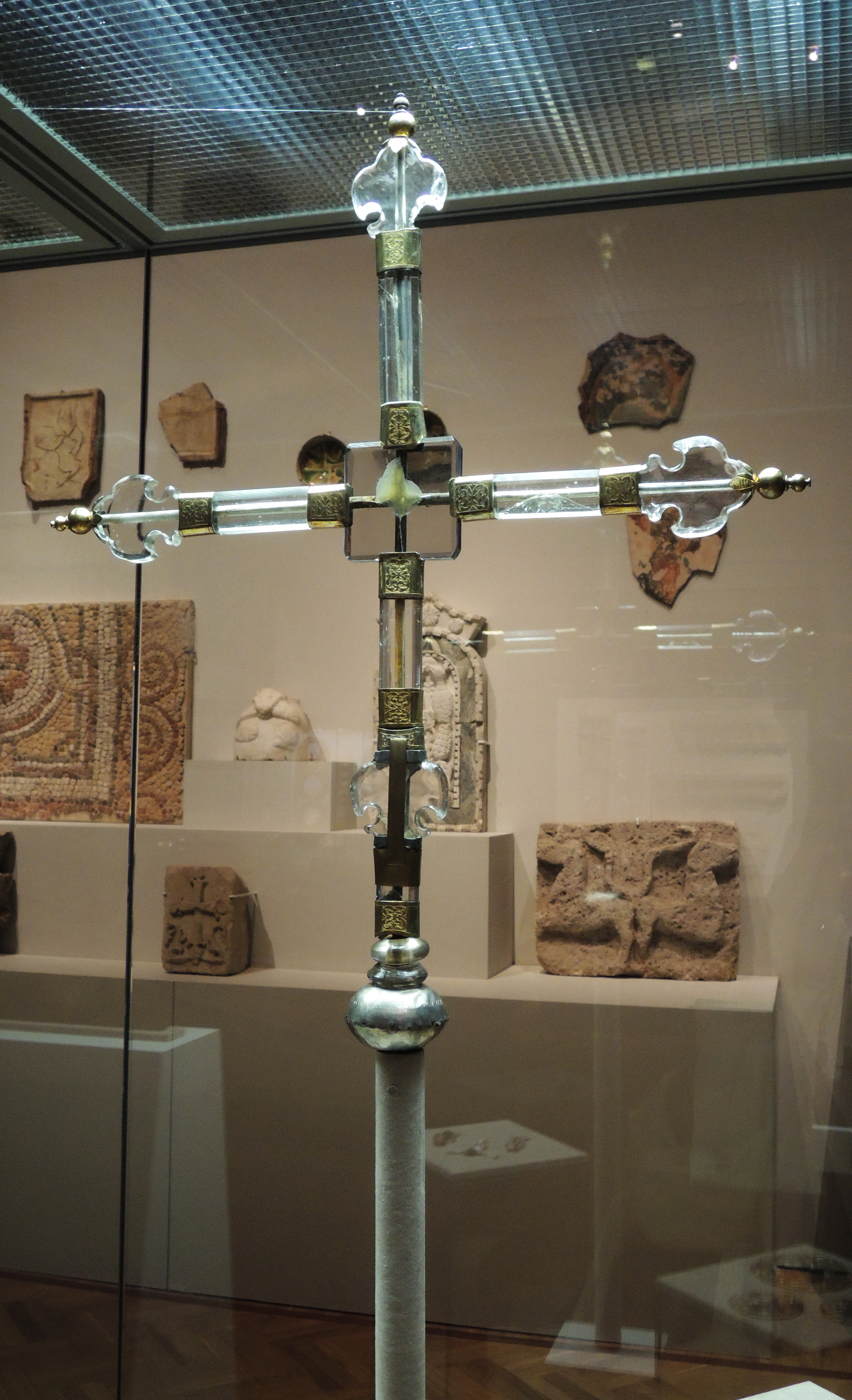
Легенда о четырёхконечном «латинском крыже», который не пустили в Москву, впервые фиксируется в 1666 году

Начатая в 1653 году патриархом Никоном реформа по унификации русских богослужебных книг вызвала возмущение «ревнителей благочестия» и привела к появлению литературы противников нововведений. Широко распространившиеся по Руси сочинения призывали к неповиновению церковным и светским властям, «предавшимся в руки Антихриста», и толковали вопрос о том, как смотреть на переживаемое время. В 1654 году Иван Неронов в послании царю Алексею Михайловичу предупреждал о губительных последствиях церковных реформ, призывая «иметь опаску» перед грядущим Антихристом. Архимандрит Спиридон (Потёмкин) в своей написанной на рубеже 1650—1660-х годов «Книге слов» доказывал, что реформы Никона знаменуют «последнее время», предсказанное «Книгой о вере». Он утверждал: без отмены нововведений 1666 год принесёт «конечное отступление от веры», аналогичное судьбе Западной Церкви или униатской Литвы. Его учение, усвоенное старообрядческими книжниками, не давало ответа на вопросы о конкретном облике Антихриста и точном времени воцарения. Последователи развивали идеи Спиридона, и к Собору 1666—1667 годов основные положения старообрядческой эсхатологии об Антихристе в целом сложились. В «Книге о вере», основанной на трудах Захарии Копыстенского, явление Антихриста предрекалось в 1669 году, суммируя число 666 и тысячелетие после Рождества Христова. Неурожаи, голод, эпидемии середины XVII века, усиленные реформой патриарха Никона, воспринимались подтверждением пророчества. Никона отождествляли с Антихристом, а триперстное крестное знамение радикальные старообрядцы демонизировали, изображая как сатанинский символ, иногда с тремя жабами — «духами демонскими». Распространёнными были образы Антихриста в виде троицы: змия (дьявола), зверя (царя) и «лживого патриарха» (Никона). В 1647 году все основные тексты на тему Антихриста, включая сочинение мученика Ипполита Римского «Книга о кончине мира и Антихристе», были изданы в составе Иосифовского соборника. Благодаря Ипполиту в употребление вошло наименование Антихриста как «титин» (от др.-греч. τειτάν, титан), имеющее числовое значение 666. Среди кандидатов в Антихристы называли не только царя и патриарха, но и родившегося в 1665 году царевича Симеона Алексеевича.
К 1667 году старообрядческое учение об Антихристе уже полностью сложилось, и когда ожидаемое светопреставление ни в 1666, ни в 1669 году не произошло, старообрядцы смогли предложить объяснение данной нестыковке. С одной стороны, они обнаружили ошибку расчётов, связанную с тем, что число 666 следовало прибавлять не к дате рождения Иисуса Христа, а к дате его воскресения, перенося конец света на 1702 год. С другой стороны начала развиваться теория об уже состоявшемся приходе Антихриста и начале процесса завоевания им мира. В результате многие сторонники старой веры, не желая ждать наступления кона времён, предпочли смерть, что вызвало волну самосожжений в 1670-х годах. В сочинении «О сотворении мира, грехопадении первого человека, о потопе» (1672) Аввакум утверждал, что Царства Божьего на грешной земле достичь невозможно, а истинное блаженство ждёт лишь в ином мире, потому смерти следует радоваться. Ранние старообрядческие представления об Антихристе собраны диаконом Фёдором Ивановым, изложившим позицию пустозерских узников, включая протопопа Аввакум. В трактате «Ответ православных» (1668—1669) Фёдор утверждал, что русское благочестие, основанное на старых книгах и одобренное вселенскими патриархами, было искажено реформами патриарха Никона. Поскольку московское благочестие, согласно представлениям середины XVI века, должно сохраняться до скончания времён, никоновские нововведения трактовались как последнее отступление от веры, знаменующее близость конца света. Ключевым аргументом Фёдора стало трёхэтапное повреждение Символа веры как свидетельство вероотступничества: первое — отпадение Рима после 1000 года через добавление Filioque; второе — Брестская уния 1596 года, когда слово «истиннаго» было исключено; третье — реформы Никона в 1666 году, повредившие Символ заменой «истиннаго» на «Господа». В изложении Фёдора ключевыми событиями русской истории являются «наскоки сатаны», среди которых: присылка римским папой кардиналов на Русь и попытка последних убедить русских признать и принять католическую веру, что было отвергнуто Александром Невским; приход в Москву митрополита Исидора после окончания Флорентийского собора, разоблачение его как папского агента и изгнание с митрополии великим князем Василием III; «ересь жидовствующих» в Новгороде и Москве, разоблачённая Иосифом Волоцким и митрополитом новгородским Геннадием и осужденная собором в 1491 году; попытка Гришки Отрепьева занять царский престол в Москве. Последним эпизодом стала попытка патриарха Никона «опутать плевелами» царя и русское духовенство. Так как предсказанное время «отступления» от веры Руси уже наступило, попытка Никона покорить Русь и отдать её во власть Антихриста удалась. В «Послании ко всем православным об Антихристе» Фёдор уточнял, что Никон не является самим Антихристом, а лишь его «ближним предтечей», подобно римскому папе. Антихрист, по его мнению, будет царём, а не патриархом. В послании сыну Максиму (1678—1679) Фёдор указывал, что Антихрист явится как особая личность — от «колена Данова», первый среди одиннадцати земных царей. Он также описывал будущих обличителей Антихриста — пророков Еноха и Илию, которые будут убиты в Иерусалиме.

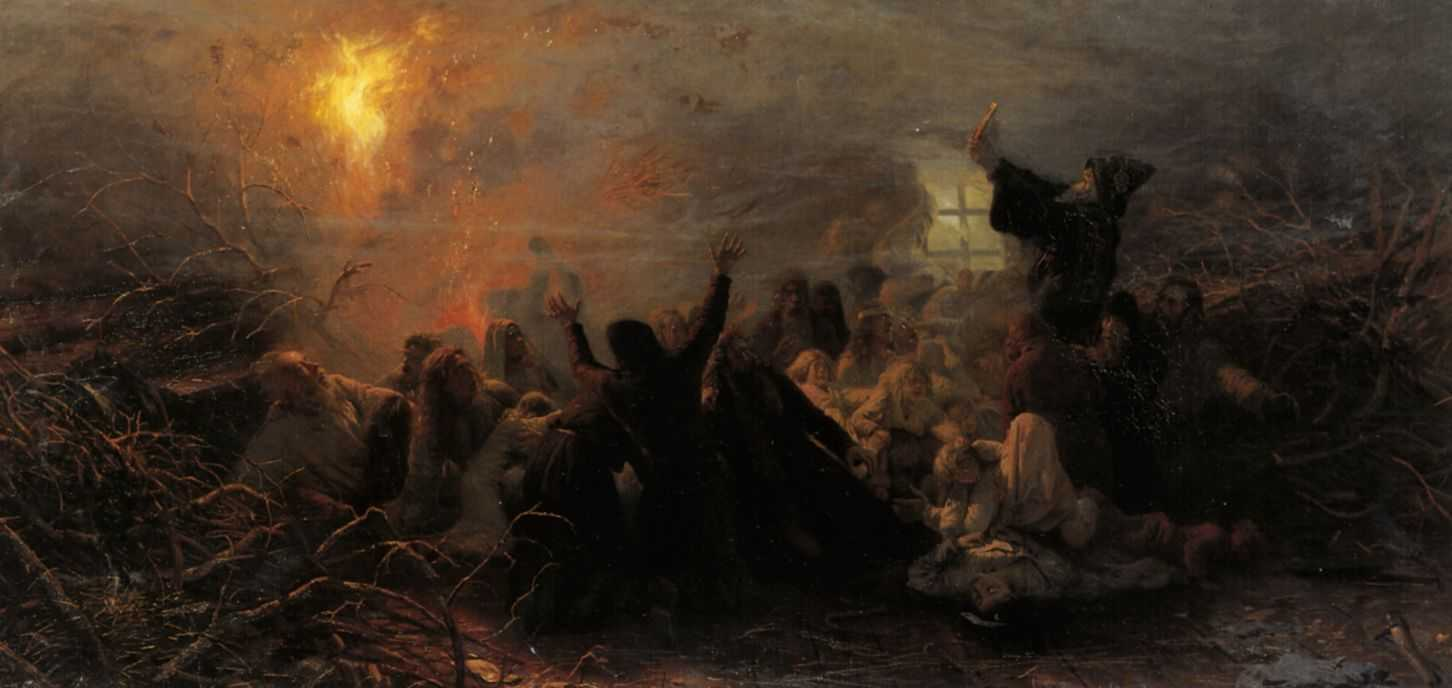
Самосожжение старообрядцев в конце XVII века. Картина Г. Г. Мясоедова.

В 1668 году другой пустозерский узник Лазарь направил челобитные царю Алексею Михайловичу и патриарху Иоасафу II, утверждая о наступлении «Антихристова властительства». Он указывал, что Второй Рим (Константинополь) утратил божественную власть, а Третий Рим (Москва), призванный хранить благочестие до конца света, переживает испытания. Лазарь пояснял, что Антихрист ещё не пришёл, но «хочет быть»; его приход предварят Енох и Илия, которых он убьёт в Иерусалиме. Время сильного потрясения веры, по его мнению, наступило около 1666 года при патриархе Никоне, а Антихрист явится в царском образе. Несмотря на ожидание близкого прихода, пустозерцы надеялись отдалить его молитвами. Ученик протопопа Аввакума инок Авраамий, возглавивший московскую старообрядческую общину после Большого Московского собора, развивал тему. С августа 1667 года он собирал сочинения в защиту старой веры, создав сборник «Христоопасный щит веры против еретического ополчения» (1667—1669) с собственными эсхатологическими текстами. Авраамий считал, что конец мира близок и «ныне несть время переправляти веру», поскольку «сатана своим сосудом Никоном веру погубил», а «Антихристово царство» усиливается. Опираясь на «Ответы Афанасия Александрийского», где указано, что Антихрист «быти в Скифополе», Авраамий относил апокалиптические события к России. Сообщение псевдоэпиграфического «Слова Иоанна Златоуста на видение Даниила» о захвате исмаильтянами «города на семи холмах» он также применял к Москве — Третьему Риму. Авраамий был уверен в скором личном явлении Антихриста в России, возможно в лице Никона, где установится его царство. Он назвал точную дату конца света — 1691 год, а зримое явление Антихриста — на 3,5 года раньше на основании Откр. 13:5). Сходство Никона с Антихристом Авраамий подтверждал строительством «Иерусалима в северной стране», под которым он понимал резиденцию патриарха в Новоиерусалимском монастыре, и проводил аналогию между портретом патриарха и иконой зверя из Апокалипсиса. До 1667 года монах Ефрем (Потёмкин) учил, что Антихрист уже явился в лице Никона. Около 1669 года распространилась повесть о старцах Петре и Евдокиме, обличавшая «зломудренного Никона», воспринявшего учение «еретика Арсения жидовина», то есть Арсения Грека. Пророчество Даниила о звере, желающем «пременити времена и закон» (Дан. 7:25), применялось к Никону из-за введения им новых книг и летосчисления. Сотрудничество Никона с Арсением Греком интерпретировалось как деятельность двух сосудов сатаны; другие авторы, включая Аввакума, называли третьим «послушником» царя Алексея Михайловича.
Возникновение концепции духовного Антихриста могло быть связано со смертью Алексея Михайловича в 1676 году. Эта идея сделала эсхатологическую систему более устойчивой: Антихрист трактовался как дух, действующий через множество «сосудов», что исключало разрушение теории при смерти одного из них. Учение активно развивалось в Сибири. В 1670-х годах из Далматова монастыря в Тюмень было направлено сочинение «Об Антихристе и тайном царстве его». Его анонимный автор отвергал мнение о царе Алексее Михайловиче как об Антихристе, называя его лишь «послушником». Послание указывало на двоякую сущность Антихриста: «мысленную» (духовную) и «чувственную». «Чувственная» сущность проявляется через «послушников», но самого Антихриста следует понимать духовно; все признаки кончины мира в Писании также трактуются иносказательно. В ответе на «Возвещение от сына духовнаго ко отцу духовному» Аввакум также обратился к духовной интерпретации. Толкуя Апокалипсис, он утверждал, что апокалиптического зверя можно познать лишь «умом», описывая его как беса, «огнём дышащего». Однако два рога зверя Аввакум трактовал чувственно, отождествляя их с патриархом Никоном («победитель») и Алексеем Михайловичем («пособитель»), сравнивая их союз с единением Пилата и Ирода. Аввакум стремился включить учение о царе-Антихристе в универсальную систему, связав его с концепцией Никона как Антихриста, подобно автору послания «Об Антихристе и тайном царстве его». Теория вызвала полемику: инок Авраамий считал духовное понимание прихода зверя следствием «неведения Божественного писания» и спорил о природе Антихриста с сибирским учителем Яковом Лепихиным. Сторонники Лепихина получили наименование «правоверных», последователи Авраамия — «чувственников». После того как 1691/92 год, предречённый как время кончины мира, прошёл, Новгородский собор старообрядцев 1694 года провозгласил учение о «духовном» Антихристе догматом. Собор утверждал: по грехам достигнута кончина мира, и Антихрист ныне царствует духовно в видимой Церкви, восседая на престоле Бога живого под именем иного Иисуса, показывая себя как Бога; через своё воинство он разрушил церкви Божии, истребил таинства, омрачил святыню и установил новодействие. Тем же собором был принят догмат о наступлении царства духовного Антихриста в 1688 году.

#### Эсхатология народного бунта

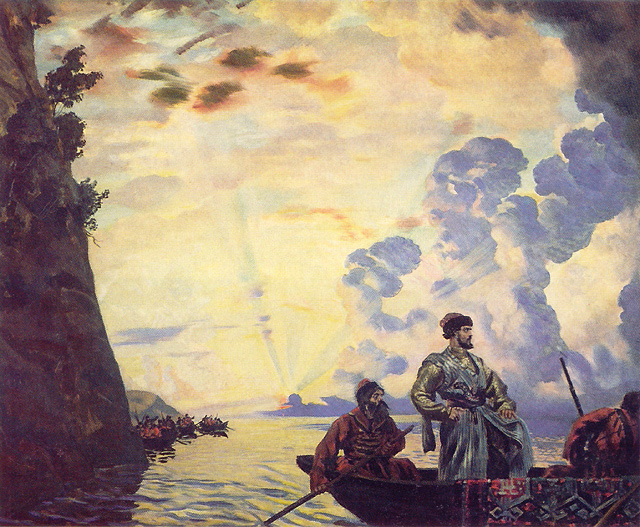
В Персии Степан Разин переждал период с 1666 по 1669 год. Картина Б. М. Кустодиева

Третье течение («хилиастический оптимизм» по терминологии В. Керова, в дополнение к «эсхатологическим оптимистам» и «пессимистам») среди старообрядцев намеревалось установить Царство Божие на земле, где «христианскому роду скончания не будет». Подобная эсхатологическая концепция, в отличие от взглядов протопопа Аввакума, ориентировалась на земной Иерусалим. Специфика данной позиции состояла в посюсторонности: она представляла призыв к активному социальному действию здесь и сейчас ради правды и справедливости, с целью установления Царства Божьего на земле. В подобном призыве эсхатология смыкалась с хилиазмом, соединяя протестное начало с созидательным. Аввакум резко полемизировал с ними, предостерегая против учения о якобы уже явленном Антихристе. Некоторые заявления Аввакума позволяют сделать предположение, что он видел в себе черты мессии. Сформировавшееся в начале XVIII века онуфрианское согласие почитало протопопа как посредника между землей и небом. В легендах Аввакум избежал смерти и, скрываясь, умер от старости. Димитрий Ростовский в уста Аввакума вкладывается обещание: «А егда-де воскреснем из мертвых, тогда меня Господь атаманом учинит».
Влияние религиозной идеологии на массовые движения в России XVII—XVIII веков, такие как крестьянские войны и восстания (Соловецкое 1668—1676 годов, Московское 1682 года, Донское 1688—1689 годов, Астраханское 1705—1706 годов), в советской историографии недооценивалось. Эти движения, имевшие сходство с Крестьянской войной в Германии XVI века под религиозными лозунгами, также обладали своими идеологами. Как отмечает А. Н. Робинсон в работе «Творчество Аввакума и общественные движения в конце XVII в.» (1962), эту роль часто играли образованные староверы хилиастического и эсхатологического толка. Документы сыска 1660—1670-х годов, например дела отряда Авраама Лопухина, преследовавшего беглых староверов, подтверждают их участие в организации волнений. Ярким примером стал елецкий кузнец Кузьма Косой (Ларионов). Бежав на Дон через Соловецкий монастырь и имея связи со столичными староверами, он проповедовал учение, оказавшее слишком радикальным для московских староверов, которые сожгли его «листы». К середине 1680-х годов Косой собрал на реке Медведице около 2000 последователей, в основном беглых крестьян, готовясь к походу на Москву. В документах Посольского приказа отмечалось, что он «собирается с воинством великим», «хотя нас всех разорить», утверждал, будто «Христос велит землю очищать», и «не боится царей». Схваченный в 1687 году и вывезенный в Москву, он погиб. Однако уже в 1688—1689 годах его последователи подняли восстание на Дону, которое А. И. Клибанов характеризовал как антифеодальное движение под знаменем религиозной эсхатологии и хилиазма.
Эсхатолого-хилиастический характер проповеди Кузьмы Косого подтверждается использованием образа «царя Михайла», имеющего апокрифическое происхождение и восходящему к византийскому эсхатологическому тексту VII века «Откровение Мефодия Патарского», где грядущий освободитель именуется «Царём нищих». Сам Косой трактовал «царя Михайлу» противоречиво, отождествляя то с собственной персоной, то называя «спасителем Богом» или праведником, «угодившим Богу добрыми делами». «Обращение к донским казакам» последователя Косого, Кузьмы Сидорова, утверждает последовательное отпадение всех царств, включая Московское «от Никона-кровопийца», «во Антихристово царство». Беглые староверы, покинув «антихристовы домы», ожидают скорого второго пришествия, когда «хощет Господь Бог воздати сугубое воздаяние… потребити… нечестивых», «истребити всяку неправду» и установить собственное вечное царство с «людьми угодными… правою верою». Косой подкреплял хилиастические пророчества расчётами, предрекая конец света в ближайшее пятилетие, но избегал прямых призывов к немедленной расправе. Его цель — духовная готовность к «великим событиям», хотя распространение «листов» должно было ускорить их наступление. Эсхатологическая часть учения отрицала существующий порядок, тогда как хилиастическая содержала надежду на лучшее земное будущее. Конкретных проектов преобразования Косой не предлагал. На допросах он подчёркивал, что проповедовал не «скончание света», а «пременение света» — его преобразование, означавшее «скончание неверным» и утверждение Царства Божьего («хощет Бог своё царство возставити»), детали которого остаются неизвестными.

### В XVIII веке

#### Теории федосеевцев
В XVIII веке доминирующей среди беспоповцев оставалась теория «духовного» Антихриста, детально разработанная основателем федосеевцев Феодосием Васильевым. В 1701 году он утверждал: подобно тому как Христос не царствовал чувственно на земле, так и Антихрист не явится в чувственном образе, но будет уподобляться Христу. К концу 1707 года Феодосий создал полемическое сочинение-«обличение» против трудов митрополитов Стефана Яворского и Иова, представленное в форме 22 вопросов-ответов. В нём Антихрист вслед за Иоанном Златоустом трактовался как «отступление», воплощаемое в человеке. Кончину мира Феодосий связывал с завершением семи тысяч лет существования мира. Не соглашаясь с толкованием Андрея Кесарийского, понимавшего «тысячу лет» неопределённо, Феодосий учитывал исторические события в западной церкви: «разорение Римского государства» при короновавшем Карла Великого папе Льве III и отпадение Западной Церкви при папе Льве IX. Ранее сформулированные признаки конца света он предлагал толковать иносказательно. После 1666 года власть Антихриста, по Феодосию, распространилась на Русь через введение патриархом Никоном «латинских ересей», особенно троеперстия как «печати Антихриста» и скрытую форму хулы на Бога в виде кукиша. Таким образом, Антихрист уже явился в мир и царствует в нём, но продолжительность царствования в 3,5 года следует понимать иносказательно. Сын Феодосия, Евстрат продолжил линию по категорическому неприятию всех никонианских нововведений, введённых с 1665 года, включая книги, обряды и таинства, считая их проклятыми.
В 1771 году федосеевцы, получив государственное разрешение, основали центр согласия близ Преображенского кладбища. Они пошли на компромисс с властью и демонстрировали внешнюю лояльность, сохранив, однако отказ от обязательной молитвы за императора, обосновывая его эсхатологической теорией об Антихристовой сущности власти. Данное противоречие привело к корректировке их учения. Авторы сохранили концепцию «духовного» Антихриста. Даниил Битюковский в сочинении «О Антихристе, о четырёх царствиях всего мира и о последнем Антихристовом» утверждал, что Антихрист царствует с 1666 года, восприняв «мечтательную плоть». Он подтверждал наступление последних времён исполнением пророчеств и указывал, что действия «посланцев» доказывают существование пославшего их Антихриста. Руководитель федосеевцев И. А. Ковылин трактовал Антихриста как диавола, который в последние дни изберёт себе «сосуд» — человека. Через него сатана будет действовать, уподобляясь Христу и требуя поклонения под именем Спасителя, восседая в церквях. Федосеевцы в конце XVIII века считали, что пришествие Антихриста познаётся по его делам. Различия в произношении имени Бога («Исус» у старообрядцев и «Иисус» у никониан) интерпретировались как поклонение истинному Богу и Антихристу соответственно. Все федосеевские авторы того периода подчёркивали, что Антихрист царствует именно в церкви, что отличало их позицию от взглядов основателя согласия Феодосия Васильева, для которого Антихрист был духом, воцарившимся во всём обществе. Впрочем, как отмечает Н. С. Гурьянова, федосеевцы не были едины, и среди них были приверженцы радикальных настроений.

#### Теории выговцев и филипповцев

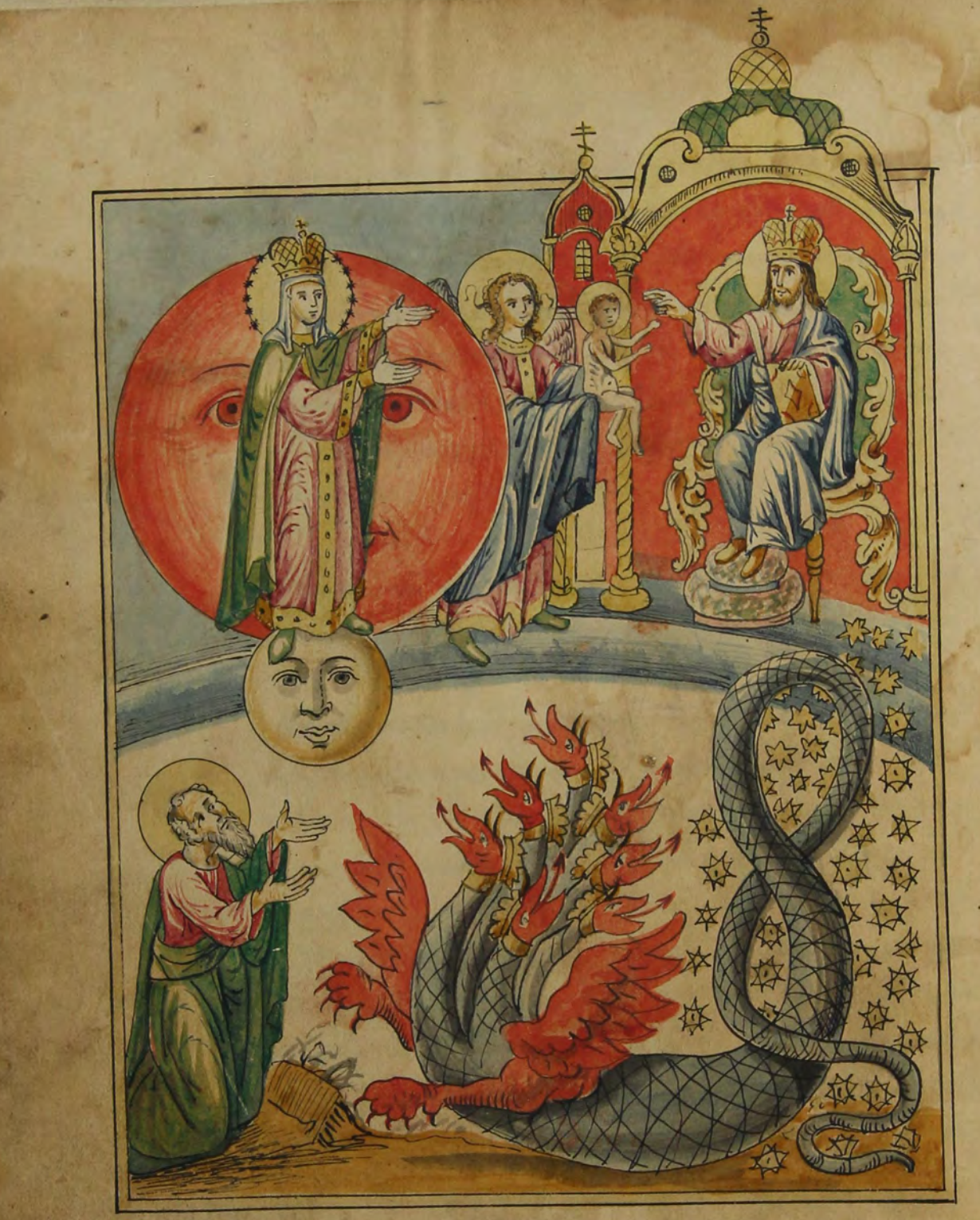
Жена, облечённая в солнце, миниатюра из рукописного Апокалипсиса с толкованиями разных авторов, последняя треть XIX века

Близкие к федосеевским воззрения исповедовали поморцы Выговского общежительства. Григорий Яковлев, бывший выговец, сообщал («Извещение праведное о расколе беспоповщины», 1748), что поморцы учат о наступлении «самого последнего» времени и царстве Антихриста, отрицая чувственное пришествие Илии, Еноха и самого Антихриста в пользу духовного толкования. Андрей Денисов в «Слове о Антихристе» утверждал давнее царствование Антихриста в мире. Оспаривая митрополита Стефана, ссылавшегося на непадение Римской империи, Денисов утверждал, что империя давно уже раздроблена на мелкие княжества. «Духовного» Антихриста он ассоциировал с папой Римским, поскольку «похитил на ся власть человеческую и Божию» — присвоил светскую («мирскую») власть и святительскую, претендуя быть единственной главой Церкви вместо Христа. Денисов проводил параллель между деятельностью папы, изменившего «времена и законы», и реформами Петра I: переносом новолетия с сентября на январь («времена премени», ср. Дан. 7:25) и преобразованием государственного управления («закон премени»). Использование фигуры «папы Римского» позволило автору опереться на традиционное восприятие главы католической церкви как врага православия и Антихриста. Денисов дополнительно апеллирует к политической теории «Москва — третий Рим», упоминая падение Ветхого Рима и Константинополя (Нового Рима) и отсылая к «Книге о вере» (глава 30 о трёх отступлениях). Эта логика подводила читателя к выводу о падении третьего Рима (Москвы) как месте воцарения последнего Антихриста. Подтверждение данной интерпретации содержится в другом сочинении Денисова — «О Гогу и Магогу». Толкуя главу 20 Апокалипсиса, он отождествляет Гога с Антихристом, а Магога — с его бесчисленными полками, под которыми понимает «скифские народы», то есть русских. Тем самым Денисов прямо указывал на Россию как место явления последнего Антихриста.
К середине XVIII века в эсхатологии старообрядцев, особенно поморцев, проявилась лояльность к государственной власти. Н. С. Гурьянова связывает такую динамику с достижением руководителями Выгорецкой обители договорённостей о сосуществовании с властями, а также объективными экономическими предпосылками. О развитии теории «духовного» Антихриста в поморской традиции свидетельствует сочинение Михаила Вышатина «Бисер драгоценный», где автор настаивал на «чувственной» природе Антихриста: «Антихрист родится не от законнаго супружества, но от жены блудницы, истинный человек, якоже бо Христос родися от Пречистыя Девы». Отрицание основного положения эсхатологической теории беспоповщины о том, что последние времена уже наступили и Антихрист царствует в мире, фактически, совпадало с позицией официального православия. В 1739 году они отказались от догмата о немолении за государя. В 1745 году выговец Гавриил Семёнов Украинцев создал сочинение «Вопросоответное разглагольство верою латынянина брегадира Беэра з завоцким жителем Украинцовым», отражающее дальнейшее снижение радикализма поморцев. Он развивал теорию «духовного» Антихриста как «духа, отступления или отлучения от Бога», вслед за Андреем Денисовым. Украинцев обосновывал наступление «последних времён» с 1666 года, также опираясь на теорию Филофея и пророчество о трёх отступлениях из «Книги о вере». Он утверждал, что после 1666 года «диаволе княжество окрепело», а воцарение Антихриста произошло в России через «сосуд сатаны» — патриарха Никона. Не делая акцента на личности Петра I, Украинцев усматривал в светском имени Никона (Никита) апокалиптическое число 666, подтверждающее его Антихристову сущность. Никон обвинялся в уподоблении Христу, что выразилось во введении троеперстия вместо древнего двоеперстия, «сокрушении заповедей святых» и организации гонений на старообрядцев, чьи страдания описаны как свидетельство его власти. Сочинения Ивана Васильева («Извещение разглагольствия, бывшаго у поморян с поповщиною в прошедшем 1768 г.», «16 вопросов о бытии Антихриста и его давних отношениях в мире и церкви», «Об Антихристе») развивали теорию «духовного» Антихриста, действующего через «сосуды», но ограничивали его царство лишь официальной церковной сферой, не затрагивая отношения поморцев с государством. В «Щите веры» Тимофея Андреева (1791) утверждалось наступление царства Антихриста с 1666 года в русских землях, однако трактовалось оно неопределённо: как явление не в едином лице, времени или месте, но во многих и бесчисленных. Некоторое ослабление «эсхатологического сознания» в конце XVIII века проявилось в изменении отношения к браку. Хотя безбрачие ставилось в теории выше, брак уже допускался.
Радикальная часть поморского согласия во главе со старцем Филиппом, протестуя против компромиссов с государственной властью (особенно отмены догмата «немоления за царя»), покинула Выговское общежительство в 1740-х годах и основала скиты на реке Умбе. Филипповцы позиционировали себя хранителями изначальных традиций Выга, нарушенных, по их мнению, руководством общины. Свою позицию они обосновывали крайней эсхатологической теорией, изложенной в сочинении «История пострадавших отец Филиппа и Терентия». Старец Филипп, цитируя Ефрема Сирина, Ипполита Римского и Иоанна Златоуста, утверждал, что наступило время царства «прескверного змия», то есть Антихриста, характеризующееся смутой, гонениями на истинных христиан и отсутствием покоя для верных. Он прямо отождествлял современные ему события с апокалиптическими пророчествами: «Не то ле уже, братия моя, оказалось самое дело?» Следствием веры в наступление «последних времён» и воцарение Антихриста стал избранный филипповцами путь спасения — самосожжение, ставшее формой социального протеста против политики государства и против умеренности, которую приняло основное поморское согласие.

#### Теории странников о Петре I

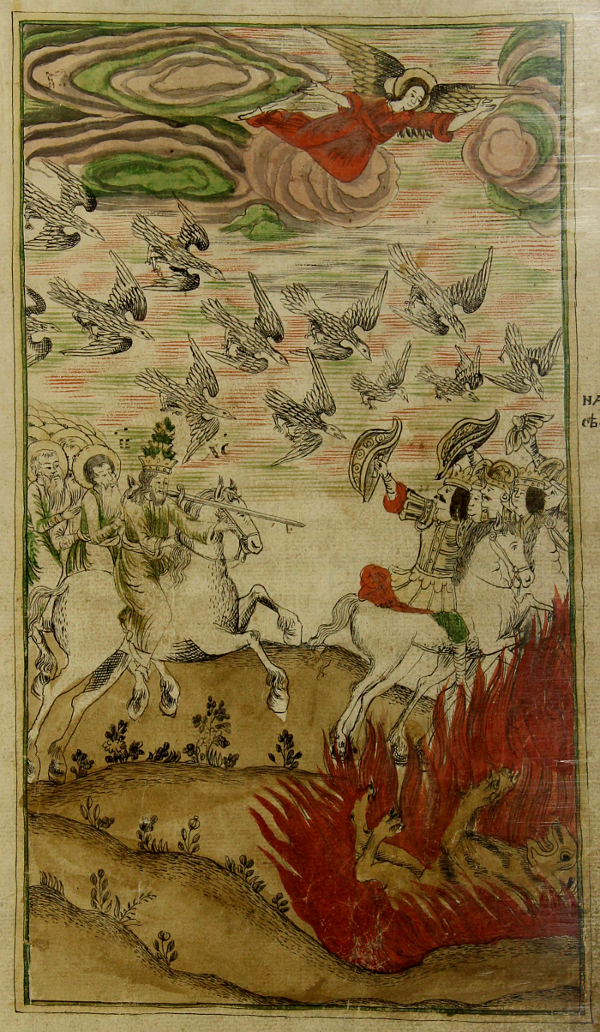
Пётр I и Александр Меньшиков во главе войска Антихриста. Иллюстрация из Апокалипсиса с толкованиями Андрея Кесарийского работы Петра Заверткина, первая половина XVIII века

Уже при жизни Петра I сравнивали с Иваном Грозным, как за масштабные внутри- и внешнеполитические свершения, так и в бытовом смысле. В то же время хорошо известна была набожность монарха XVI столетия, его понимание сакрального характера своей власти. Иван обращён в традицию и в прошлое, тогда как идеал Петра новизна и будущее, его цель — построение эмансипированного от религии и церкви государственного порядка. Российский историк Елена Дутчак обращает внимание, что отношение к Петру I как к Антихристу было связано с неоформленностью концепции светской власти, соотношения в ней земного и небесного начал. Если преступления Ивана Грозного во имя сакрального царства было прощено народом, то «мучительство Петра во имя государства — никогда». Иначе говоря, выступая с традиционалистических позиций, староверы выступали против наступления политического на священное, инкорпорирования религиозных структур в ткань государства.

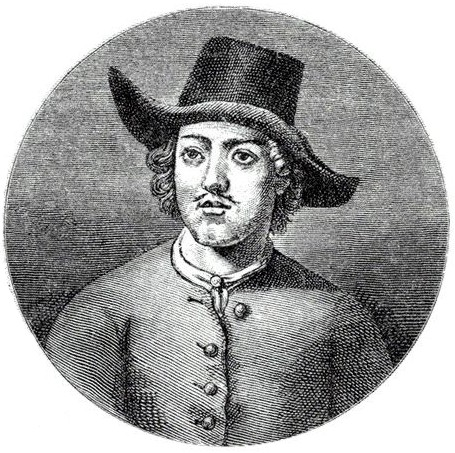
Пётр I в немецком платье, ок. 1699 года

Возвращение Петра в Россию из Великого посольства в 1699 году способствовало упрочению негативного о нём мнения. Стрельцы безуспешно пытались помешать его прибытию в Москву, где царь первым делом направился в Немецкую слободу. По мнению старообрядцев совершить поклонение чудодейственным иконам и гробам ему не позволил Господь. Указы 1702 и 1716 годов, облегчившие положения старообрядцев, не поколебали их убеждения. Как отмечает П. С. Смирнов, причина тому была в реформаторской деятельности императора, которую осуждали не только старообрядцы. Ещё в 1700 году Антихристом («восьмым царём Апокалипсиса») Петра называл московский проповедник Григорий Талицкий. Смирнов относит появление первого раскольнического сочинения о Петре как об Антихристе к 1710 году. Помимо ранее известных признаков Антихриста анонимный автор указывал на обыкновение Петра подписывать латинскими буквами, его внешний вид и поведение: «в самой плоти его, на лице, и на челе, и на всех удех его, даже до ногу его, образ и начертание мерзости запустения, латынства, якож брадобритие богомерзкое, и чело оголение, и покровение на главе, по обычаю поганых немцев и люторцов, и прочая вся одежда его латынская, паче же бесовская. Еже есть сатана и преисподней бес сиречь дух лукавый, латынский и римский». В 1712 году Пётр предписал накалывать рекрутам на левую руку крестообразный знак, что также было интерпретировано в апокалиптическом ключе, хотя в пророчестве говорилось о правой руке (Откр. 13:16, 17). В начале XVIII века на Керженце образовался беспоповский толк «нетовщина», лидером которого являлся «мужик-неук» Кузьма Андреев (ум. 1716), говоривший об императоре как об Антихристе.
В конце XVIII века странническое (бегунское) согласие возродило учение о «расчленённом Антихристе» (по классификации Н. С. Гурьяновой). Основатель согласия Евфимий и его последователи утверждали, что его воплощает ряд русских императоров и прежде всего Пётр I, чьи действия положили начало цепи императоров-антихристов. Теория акцентировала связь первого и правящего монархов-антихристов, направляя социальный протест против действующей власти. Основными аргументами антихристовой сущности Петра I являлись: принятый им императорский титул, календарные реформы и введённая подушная перепись. Особое внимание уделялось именованию «Пётр Первый», в котором бегуны усматривали богохульное присвоение христова первенства, что прямо указывало на Антихриста как противника Бога. Сочинение «Цветник» прямо связывало именование «Первый» с посягательством на славу Христа. Евфимий в 1784 году обвинял Петра в отказе от царского имени и предпочтении римского титула императора. Критика титулатуры Петра I стала устойчивой темой в трудах его последователей. В трудах Евфимия углубляется понимание «Антихристовой печати», не ограничиваясь знамением на руке и «никонианской щепотью», и развивается тема избранности сохранивших веру «христиан». Вера, однако, может быть «повреждена» через «мирщение», то есть общение с еретиками.
В «Книге о собрании различных повестей на осмый век», написанной во время царствования Николая I, выстраивается преемственность российских императоров-антихристов. В «Кратком собрании о царстве Антихристове» слово «император» трактовалось как «двудержавец», означающий узурпацию Петром I как мирской, так и духовной власти, что составляло «два рога» Антихриста согласно «Книге глаголемой еже суть откровение таинству…». Принятие императорского титула рассматривалось как преемственность от католического Рима, позволявшая сравнивать российского монарха с папой Римским. Сочинение «Ответ християн» утверждало, что император всероссийский «во всём подобен папе», но превосходит его нечестием, узурпировав власть Христову и приняв титул Отца Отечества. Автор использовал концепцию «Москва — третий Рим» для идентификации императора как последнего Антихриста. Особое значение придавалось также именованию Петра I Отцом Отечества и уничтожению патриаршества, трактовавшемуся как стремление к единоличной власти над церковью. Подушная перепись населения, введённая Петром I, понималась бегунами как «уловление душ» и проявление тиранства, поскольку перепись охватывала все сословия, с требованием дани даже с умерших. Она сравнивалась с грехом царя Давида, исчислившего израильтян против воли Бога, что подкреплялось библейскими параллелями. Некоторые авторы противопоставляли светскую перепись символической записи имён в «книге живота» у Царя Небесного. Из неправедности Петра и последующих императоров делался общий вывод о возможности неподчинения властям.

#### Теории поповцев
По мнению В. Керова, эсхатологическая мысль поповцев была ещё менее последовательна, чем у беспоповцев. Они признавали наступление «последнего времени», рассуждали о печати Антихриста, но наступление царства Антихриста отрицали. Следуя Писанию, они ожидали его чувственного явления в человеческом образе в неопределённом будущем. В их основном центре в Ветке в преобразованиях Петра I виделись не свершившийся приход Антихриста, а только его «ясные знамения». Эсхатологические вопросы освещались в Керженском (1710) и Ветковском (1714) посланиях, а также в описании беседы Матвея Андреева 1722 года. Как «эсхатологические оптимисты», они верили, что «Святая Русь» жива, но она есть «град Китеж», скрытое царство, ушедшее в скиты, раскольничьи поселения.
Во второй половине XVIII века беспоповцы обратились к поповцам за разъяснением вероучительных вопросов. В ответ на критику их почёрпнутых их «Книги веры» представлений о сроках пришествия Антихриста со стороны иконописца Ивана Пошехонова, беспоповцы создали сочинение «Свидетельство от Божественного писания», в котором уже не упоминался 1666 год. Преобладающим среди раскольников стало представление об Антихристе как духе общества, еретическое состояние Церкви, отступление христиан от истины, преподанной Христом, дух «богомерзкого зловерия и вечной погибели».

### В XIX веке

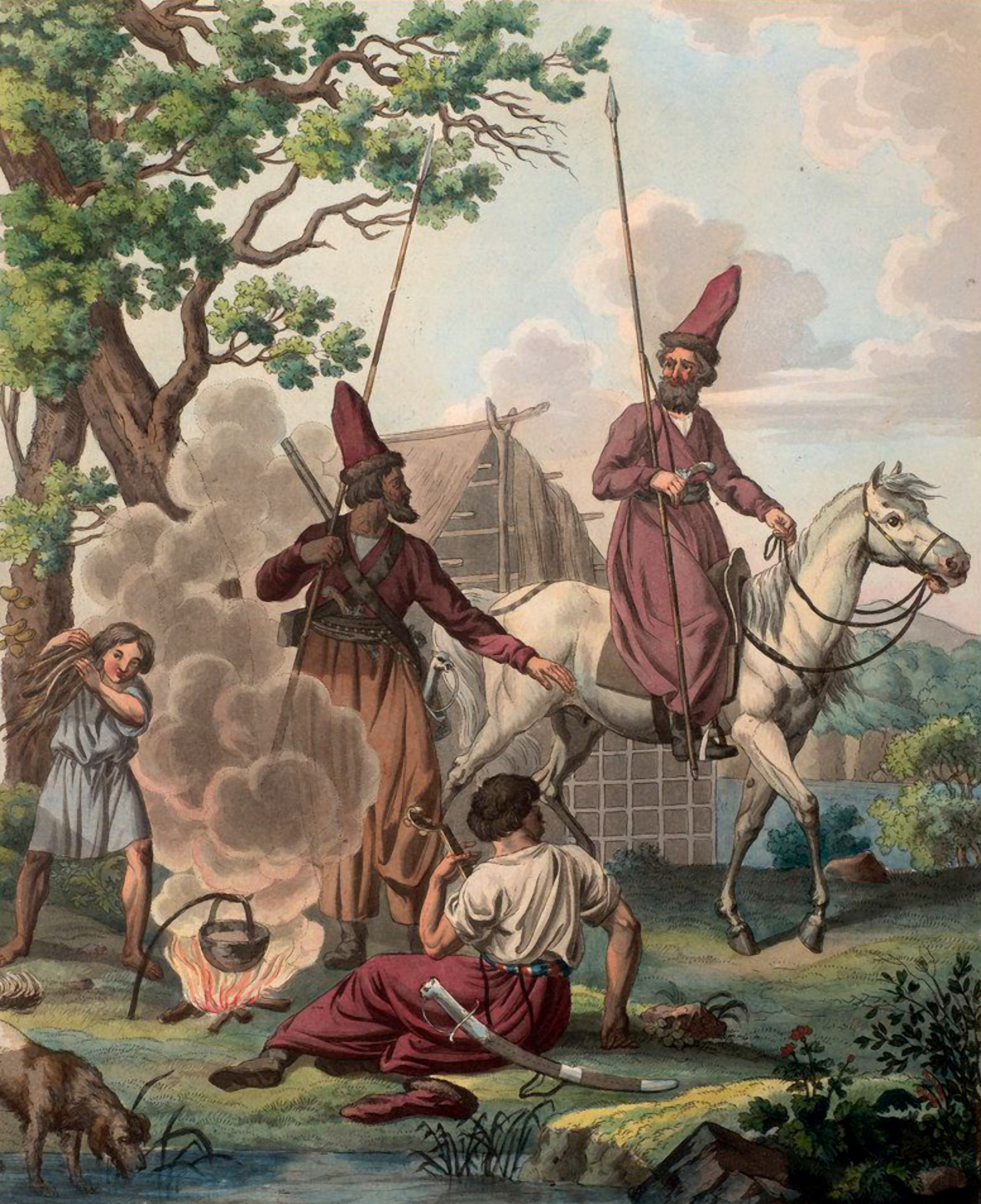
Автор «Сказания о Наполеоне-Антихристе» призывал на борьбу с Наполеоном всех воинов, «кроме бреемых». На изображении уральские казаки, которым в конце XVIII века официально было разрешено придерживаться старой веры

В начале XIX века среди всех христианских конфессий широко распространилось понимание императора Наполеона I как Антихриста. Официальное православие в 1806 году «Объявлением» Святейшего cинода объявило его врагом и гонителем веры, но, оставаясь в рамках канонического отрицания исторического смысла пророчеств, явного отождествления не произвело. В массовом сознании, однако, такой логический вывод был сделан, причём старообрядцами без связи с синодальным «Объявлением». Эсхатологические воззрения старообрядцев испытали влияние немецкого протестантского мистика Иоганна Генриха Юнга-Штиллинга. Под впечатлением Французской революции он предрекал скорый конец света и схватку с Антихристом, видя в наполеоновских войнах поход Антихриста с Запада на Восток. Его сочинения, включая толкование на Апокалипсис и «Угроз Световостоков», получили распространение в России при покровительстве императора Александра I. Согласно концепции мистика, Антихрист, возникнув во Франции, распространит власть, вынуждая христиан бежать в Россию и на Ближний Восток, а борьба против Наполеона трактовалась как сопротивление Антихристовой силе. Старообрядческий писатель Яков Холин (ум. 1820), опираясь на эти труды, доказывал наличие «звериного числа» 666 в имени «Наполеонтiй». На основе идей Юнга-Штиллинга разрабатывал своё учение другой федосеевец Сергей Гнусин, наставник Преображенской общины. Около 1820 года он создал «Книгу о Антихристе, нарицаемую Глубина премудрости Божией или Откровение тайны Божией». В нём он истолковывал «Слово на Пришествие Господне…» преподобного Ефрема Сирина и сочинение мученика Ипполита Римского «О Христе и Антихристе», используя сотни выдержек из святых отцов, Аввакума и Фёдора Иванова, с добавлением собственных рассуждений. Гнусин трактовал Антихриста «духовно», утверждая, что Антихрист есть земная власть, стремящаяся к мировому господству вместо Бога, воплощённая в монархе, объединяющем светскую и духовную власть для истребления христианства. Хотя явно подразумевался Наполеон, его имя упомянуто лишь единожды. Гнусину, вероятно, принадлежит и «Толкование на Слово 105 об Антихристе» преподобного Ефрема Сирина (1820—1821). Опираясь на Писание, святоотеческие труды и Юнга-Штиллинга, автор толкования осуждал «новое лжепросвещение» Вольтера и Жан-Жака Руссо как «дух змия», оправдывая использование любых доступных источников для понимания сокровенного смысла пророчеств. По подсчётам Гнусина, слово «вольнодум» также содержит в себе 666. Толкуя указание Сирина спасаться христианам «в горах и холмах и в пустынных местах», автор допускает возможность спасения во всяких местах, включая города. Анонимный автор «Зерцала таинств и конца всемирного», которым, возможно, также был Гнусин, рассказывает о пяти ступенях исхода их мира: вера, исполнение заповедей, «отречение своей души в этом мире», «оставление дома, селения, родства, мирской дружбы» и «конечная нищета». Эсхатология выражается в следовании особой внутренней дисциплине, следованию духовным предписаниям и бытовым ограничениям.
В начале XIX века, вероятно до 1812 года, среди старообрядцев появилось анонимное сочинение «Книга греческая Златоструй. Глава 39. Толкование семидесяти апостолов Христовых о Антихристе», известное также как «Сказание о Наполеоне-Антихристе». Написанное под влиянием византийской апокалиптики и «Откровения Мефодия Патарского», оно отождествляло Наполеона (по созвучию с бесом Аполионом Откр. 9:10, 11) с Антихристом и предрекало его поражение от православного царя Константина (ассоциировавшегося с цесаревичем Константином Павловичем). Ещё одно сочинение, озаглавленное «Копия письма уральского есаула», своим появлением было обязано введению в 1802 году ассигнаций нового образца. По мнению автора текста, купюры были введены вследствие договора, заключённого Александром I по недомыслию с Наполеоном, то есть с дьяволом. Крылья орла на них толковались как отец и мать Антихристовы. Изменение дизайна в 1818 году, когда были добавлены напоминающие змеев ленты, усилило данное убеждение. Рождение Антихриста от колена Данова автор объяснял через подмену Петра на «жидовина» в «Стекольном царстве», а самим Антихристом объявлялся «рождённый в блуде» император Пётр III. Поскольку в Антихриста не могло быть детей, император Павел I назывался сыном Екатерины II от некоего «северского царя». В объёмном «Цветнике» 1849 года суммировались основные теории старообрядческой эсхатологии. В главе о побеге из мира воцарившегося Антихриста анонимный автор давал следующий совет: «Любезныя христиане, ходите в присутствии Божием, бдите и молитеся Богу, покаряйтеся начальству, пока оно не принуждает вас чему-любо против вашей совести, яже о православии. А в сем случае зделайте о том покорнейшия и сильнейшия представления, есть ли же ето не поможет, бегите вон из того места, Господь препитает вас». Личность Антихриста автор «Цветника» отождествляет с императором Наполеоном III.
Широко известное в XVIII—XIX веках сочинение «Апокалипсис седмитолковый», вероятно беспоповского происхождения, описывал Антихриста, рождённого от «жены скверной», которого примут земные церковные иерархи. В нём утверждалось, что троеперстие скрывает «три тайны Антихристовы», а воссевший на престоле Антихрист установит «крыж латинский», вынудив истинных христиан бежать в пустыни. Сочинение осуждало двойственную позицию принявших крещение «в Антихристовой купели», возможно, спасовцев. Старообрядцы Белокриницкой иерархии критиковали «Апокалипсис седмитолковый», его распространение запретило «Окружное послание» 1862 года. В ответ на притеснения Николая I неизвестным автором была составлена обширная «Книгу, правый путь показующую», обнаруженная в 1980 году в Невьянске. Созданная, вероятно, старообрядцем-часовенным, «Книга» на основе цитат из древних, средневековых и новых автором связывал возникновение единоверческой церкви с нововведениями Никона. В 1840-х годах разделились мнения среди бегунов. Сопелковцы развивали теорию Евфимия об Антихристе как духе, действующем через «сосуды» — конкретных людей. Безденежники же, отвергнув идею Антихриста-духа, переработали теорию «расчленённого» Антихриста, уча о его последовательном воплощении в российских монархах, начиная с Петра I. Неплательщики после военной реформы 1874 года отказывались участвовать в призыве, не желая служить царю-Антихристу и принимать присягу в церкви. Идеи странников привлекли внимание противников царского режима. Историк раскола А. П. Щапов популяризировал их, призывая уйти в «спасённый путь от зверя-Антихриста». Его призывы были услышаны А. И. Герценом в Лондоне и получили распространение через газету «Общее вече». Соратник Герцена В. И. Кельсиев собрал и издал «Сборник правительственных сведений о расколе», включивший широко известное «Собрание от Святого Писания о Антихристе…». В нём утверждалось, что «отступление» началось при царе Алексее Михайловиче в 1666 году, а «совершенное… исполнение» зла свершилось при Петре. Сборник также содержал фрагменты сочинений основателя странников Евфимия. Известны и иные толкования XIX века. Основатель «семейной елисовой веры» поморец Е. С. Морозов придерживался «чувственного» понимания Антихриста, вопреки доминировавшим в согласии «духовным» воззрениям. Он представлял Антихриста в чиновничьем мундире с красными обшлагами и светлыми пуговицами.
В XIX веке эсхатология продолжала занимать умы старообрядцев, о чём свидетельствует большая доля таких произведений в их книгопечатании. В целом, однако, происходило смещение умонастроений от «большой эсхатологии» к «малой», с общего Суда на частный, к проблемам личной сотериологии. Всё чаще при толковании происходило обращение к здравому смыслы, разделение бытовой и книжной эсхатологии. Уже в XVIII веке некоторые беспоповцы соглашались с тем, что срок в 3,5 не следует понимать буквально, так как за это время Еноху и Илие не реально добраться даже до Индии, не говоря уже о всех других странах. В XIX веке возникло мнение, что паспорта нужны не для «помет Антихристовых», а чтобы отличать «торговых людей или рабочих от неправедных и хищниц», грабителей и убийц.

### В XX и XXI веках

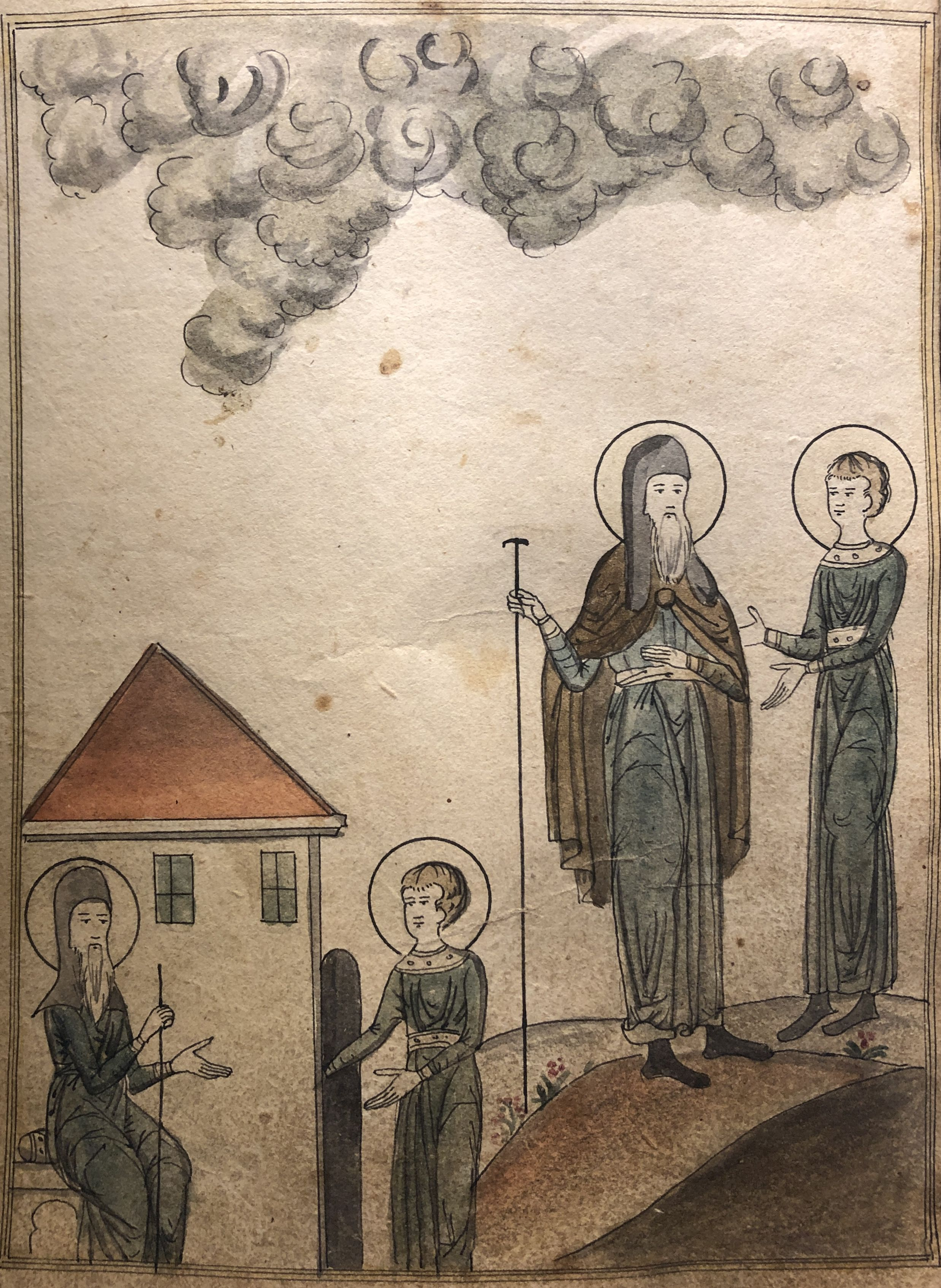
Описание апокалиптического видения ученика Василия Нового Григория было очень популярно у старообрядцев благодаря апокалиптическому видению

После издания манифеста «Об укреплении начал веротерпимости» (1905) и указа «О порядке образования и действия старообрядческих и сектантских общин и о правах и обязанностях входящих в состав общин последователей старообрядческих согласий и отделившихся от Православия сектантов» (1906), предоставивших старообрядцам гражданские права, часть сообщества восприняла данные меры как признак наступления Антихриста. Эти воззрения сформулировались не сразу; некоторые сочинения об указах, вероятно, утрачены. Известен комментарий инока Григория (вероятно, урало-сибирского беспоповца-необщинника) в «Послании превозлюбленной сестрице Екатерине Афанасьевне» 1927 года. Инок называл начало века временем царствования «десятирожного апокалипсического зверя», где десятым рогом являлся Николай II. Подчинение новым законам, по его мнению, означало признать себя не христианами, а отступниками-старообрядцами, и принять свободу от Антихриста.
Только в 1916 году закончился связанный с «Окружным посланием» раздор среди поповцев по поводу царствования Антихриста. К концу 1920-х годов эсхатологические ожидания среди старообрядцев усилились под влиянием социально-политических процессов. Ключевую роль в развитии идей сыграли урало-сибирские староверы часовенного согласия. По сведениям историографа А. К. Килина, в 1920-х годах произошло разделение согласия: староверы скитов на реках Дубчес и Кая стали придерживаться «чувственного» понимания Антихриста, тогда как ранее всё согласие склонялось к «духовному» толкованию. Тогда ожидали прихода Антихриста из Англии, мировую войну и установление его царства. Среди часовенных сложилась письменная традиция «чувственников» (о. Савва, о. Симеон (Лаптев), о. Афанасий Мурачёв). В «Краткой памятной записи нынешних событий и о судьбе древнего Рима» о. Симеона говорилось об особой значимости Первой мировой войны и революций 1917 года, ускоривших объединение мира под властью Антихриста. После 1917 года в число «внешних» источников знания о мире, подтверждавших эсхатологические воззрения, вошли пропагандистские коммунистические лозунги из средств массовой информации.
При советской власти для староверов эсхатология по-прежнему была признана решить задачу адаптации: «власть Антихриста нельзя уничтожить, её понять нужно — как спастись». В 1924—1927 годах среди семейских старообрядцев Забайкалья были зафиксированы разные мнение о В. И. Ленине. Одни полагали его Антихристом, другие считали, что он перед смертью раскаялся, отступился от «комунии», позвал попа, причастился, и его похоронили с «архиреями». Коммунистов же в целом считали «слугами Антихристовыми». Политическая обстановка 1930-х годов снова сделала актуальными массовые самоубийства, которые обосновывал старейший Вятского предела «статейников» Христофор Зырянов. Не менее сурово власти преследовали кержаков-часовенных, которые в ответ отгораживались от «чекистских сил Антихриста».
Митрополит Иннокентий (Усов) Русской православной старообрядческой церкви в Румынии в своём толковании Апокалипсиса («Апокалипсические чудовища», 1931) рассматривал СССР как сатанинскую силу. Последователь о. Симеона о. Афанасий Мурачёв в сочинении «О временах» (1969—1970) разделил мировую историю от Рождества Христова до конца XX века на семь периодов. Семидесятые годы XX века он определил как пятое время — правление лжепророка (КПСС), которое должно завершиться победой коммунизма, атомной войной и массовой гибелью людей. Затем наступит шестое время: в уцелевшем Израиле будут проповедовать Илия и Енох, восстановят праведное священство, но будут убиты, уничтожив при этом Антихриста. После краткого седьмого времени мирной жизни наступит Страшный Суд. Афанасию Мурачёву категорически возражал Ананий Килин, сторонник «духовного» понимания Антихриста. В 1990-х годах Килин посвятил данной теме ряд своих трудов. Он считал веру в телесное пришествие Антихриста древним заблуждением, коренящимся в апокрифах и утверждал, что мир уже переполнен отступничеством и безбожием, составляющими «тело Антихриста», а «чувственники» ошибочно полагают, будто последнее отступление произошло в 1666 году и нового не предвидится. Килин вёл полемику не только с Мурачёвым, но и с Иродионом Уральским из Нижнего Тагила, автором комментариев к Апокалипсису («Вся эта книга веская»). В 1950 году он распространял толкования Апокалипсиса, а в 1990-х годах — тетради, где апокалиптического зверя трактовал как гигантский компьютер. Иродион отождествлял семь голов и десять рогов зверя (Откр. 13:1) с советской властью и её идеологами, отмечая, что люди опасаются об этом говорить. Лозунг «Пролетарии всех стран, объединяйтесь!» он интерпретировал как призыв к объединению под печатью Антихриста. Килин критиковал труды Иродиона за отсутствие ссылок на Писание, «самосмысленность» и голословность.

## Бегство из царства Антихриста

### Бегство в «пустыню»
В ранний период раскола идея «бегства от мира», где господствовала «ложная церковь», присутствовала в сочинениях Аввакума, Феодора и Авраамия, однако формы такого бегства оставались неопределёнными. С одной стороны, установки «ревнителей древлего благочестия» допускали символический разрыв с обществом; с другой — государственная политика ставила под сомнение возможность «очищения мира» лишь усилиями староверов. Бегство в скит рассматривалось как некоторый компромисс: он не мог защитить от воцарившегося в мире Антихриста, но туад не могли проникнуть его слуги. До середины XVIII века вопрос о способах сохранения православия не вызывал острых споров. Практика Выговского общежительства, сочетавшая монашескую и мирскую аскезу, эффективно обеспечивала выживание старообрядческих общин в условиях дискриминации и потому распространялась без глубокой рефлексии. Однако смягчение государственных репрессий заставило лидеров согласий заново определить сущность «антихристова царства» и сроки его окончательного утверждения. Это привело к поиску новых форм организации жизни, кодификации стихийных практик и, как следствие, к новым внутренним расколам. Инок Евфимий в 1784 году, в период «второй волны» либеральных реформ Екатерины II и на фоне конфликта с филипповцами, осмыслил эти разделения как предсказанное «оскудение стада Христова». В своём «Разглагольствии» он предложил коренной пересмотр путей спасения, требуя радикального разрыва с «миром Антихриста». Его учение отражало две ключевые реалии российской модернизации XVII—XVIII веков: рост общественной конфликтности и усиление несанкционированной мобильности податного населения. Его призыв к отказу от двойной морали, нивелирующей суть старообрядческого протеста, был логичным ответом на вызовы времени. В основе страннического учения о бегстве от мира находится образ Жены, облечённой в солнце, скрывавшейся от дракона в пустыне 1260 дней. У бегунов этот апокалиптический символ получает уточнение — чувственная пустыня.
В середине XIX века идеолог странников-статейников Никита Семёнов проповедовал менее категоричную оценку состояния дел в мире, нежели Евфимий. По мнению Семёнова, сотворённый Богом человек не может быть Антихристом и «остальцам благочестия» противостоит не действующий император, а «художество и хитрость самого диавола». Е. Дутчак полагает, что такая позиция не свидетельствовала о снижении эсхатологического накала или радикализма, а отражала внутреннюю динамику в странническом согласии. Оппоненты Семёнова («противостатейники») сравнивали установленную им иерархию с церковной, а его самого с папой. Тот, в свою очередь, подчёркивал, что пребывание христианской Церкви «при неверных царях» никогда не приводило к разрушению иерархии, время Антихриста не является исключением. Разногласия «статейников» и «противостатейников» так и не были преодолены в XX веке. В части ухода из мира «статейники» допускали обустройство «чувственной пустыни» в правильно подготовленных мирских домах. Их оппоненты, во множестве расселившиеся в Томско-Чулымской тайге («Беловодье»), сохранили уверенность, что именно их сообщества соответствуют описаниям Апокалипсиса.
С 1896 года в Астраханской губернии известна секта «еноховцев», отнесённая Тимофеем Буткевичем к числу «недоразвившихся». Согласно исследователю, основателю секты мещанину Артемию Несветаеву было откровение свыше о близкой кончине мира, доказательством которой служило пришествие на землю пророков Илии, Еноха и Иоанна Богослова, в лице протоиерея о. Иоанна Кронштадтского, священника единоверческой церкви в посаде Дубовке Николая Благовещенского и крестьянина села Верхне-Ахтубинского Андрея Лукьяновича Черкасова, и воцарение Антихриста. Не дождавшись конца света в 1900, «еноховцы» сохранились как минимум до 1950-х годов.

### Самоубийство
А мы бежали от Антихриста, и не можем на вашу вражию прелесть глядеть; лучше в огне гореть, чем Антихристу служить и с бесами быть…
Крайней, но распространённой формой отказа от жизни в мире победившего Антихриста для старообрядцев было самоубийство. Несмотря на то, что со времён Второго Вселенского собора 381 года христианство осуждает самоубийство, в XVII веке получила распространение «ересь погибели». Несмотря на наличие обширного пласта источников как противников, так и сторонников самоубийств среди старообрядцев, к настоящему времени общей теории данного явления ещё не сложилось. Исходной точкой при принятии решения о добровольном уходе старообрядцами из жизни было представление о кончине мира и пришествии Антихриста, общее для всех старообрядческих согласий. Констатация наличия признаков пришествия Антихриста и знамений разрушения христианского мира допускала либо уход в леса на основании евангельского указания «Егда гонят вас во граде сем, бегайте в другий» (Мф. 10:23), либо признание недостаточности такого шага. Одной из причин проповеди самоубийства было опасение, что последователи расколоучителей, не вынеся пыток, отрекутся от веры. Также присутствовала и духовная мотивация, соблюсти веру и войти в царствие Христово через мученическую смерть. Хронологические границы старообрядческих «гарей» устанавливают, как правило, начиная с событий 1665—1666 годов в Нижегородском уезде, и до первой половины XIX века.

## Ответная полемика со стороны официальной церкви
Православная церковь, поставив и решив проблему 1492 года, оставила вопрос детально не проработанным. Православие отрицает наступление «последних времён», утверждая отсутствие наблюдаемых знамений. В православной доктрине эсхатология неразрывно связывалась с хилиазмом: за 3,5 года царства Антихриста должны последовать Второе пришествие Христа, Страшный суд и установление царства Божия на земле. Представители церкви считали невозможным определить сроки этих событий, ибо сие есть божественная тайна, недоступная человеку. Данную позицию подкрепляли евангельскими цитатами о неведении времени пришествия Сына Человеческого (Мф. 24:36, 44). Согласно официальной позиции, эсхатологические ожидания, соединённые с хилиастическими, должны были поддерживать в пастве страх грядущего наказания, побуждая к бдительности и молитве («блюдите, бдите и молитеся»). При таком подходе апокалиптические представления исключали их соотнесение с современной действительностью. Трактовка образа Антихриста в рамках официального православия рассматривалась как сугубо богословская проблема, лишённая политического подтекста. Различали понятие Антихриста в широком смысле (всякий враг Христа) и узком — как конкретного человека-царя, который воцарится на 3,5 года в неопределённом будущем. Образ Антихриста, формируемый Писанием и церковным преданием, приобрёл совершенно фантастические черты, что исключало возможность его отождествления с современными реалиями.
В ранних сочинениях против старообрядцев («Жезл правления» Симеона Полоцкого (1667), «Увет духовный» архиепископа Афанасия (Любимова) (1682) и «Сибирские послания» митрополита Игнатия (Римского-Корсакова) (1696)) не рассматривали специально эсхатологическую проблематику, хотя в последнем важное место занимало осуждение практики самосожжений («гарей»). Наряду с содержательной аргументацией на основе древних текстов полемисты прибегали к обвинениям староверов в неграмотности и невежестве.
В начале XVIII века при поддержке Петра I полемику продолжили малороссийские архиереи. В 1703 году митрополит Рязанский Стефан (Яворский) издал сочинение «Знамения пришествия Антихристова и кончины мира». Он утверждал, что все противники Христа называются Антихристами, но они лишь предтечи истинного Антихриста, который ещё не пришёл. Тайна беззакония, по Стефану, совершается опосредованно через действие Антихриста в еретиках, отступниках и гонителях Церкви. Опровергая обвинения против Петра, Стефан указывал, что Антихрист должен быть выходцем из еврейского рода, колена Данова, и царствовать будет лишь 3,5 года. В 1709 году митрополит Димитрий Ростовский выпустил «Розыск о раскольничьей брынской вере». Он первым выделил два основных направления раскола: поповщину и беспоповщину, сосредоточив критику на последней. Димитрий отвергал старообрядческое учение о «мысленном» Антихристе как ложное и противоречащее Писанию и святым отцам. Подобно Стефану Яворскому, он считал, что дух Антихриста действует с первых веков христианства через предтеч, к которым относил и раскольников-еретиков. Димитрий опровергал представления старообрядцев о личности Антихриста, времени его пришествия, продолжительности царства и конкретных действиях. Он подчёркивал важность единомыслия святых отцов в толковании Писания, противопоставляя его учениям «неграмотных мужиков». Ссылаясь на Иоанна Златоуста, Димитрий настаивал, что Антихрист явится как человек в буквальном смысле. Он также, опираясь на буквальное толкование Писания, отрицал воцарение Антихриста в Москве.
После объявления Петром I веротерпимости в 1702 году политика по отношению к старообрядцам стала мягче, и новые полемические сочинения против них начали появляться только в первой половине XIX века. В 1834 году митрополит Московский Филарет (Дроздов) обратился к теме Антихриста и доказывал, что благодать будет пребывать в Церкви до скончания века, а сама Церковь будет «непоколебима и неразрушима». Его учение развивал А. В. Горский, отрицал подлинность приписывавшегося Ипполиту Римскому сочинения «О кончине мира и Антихристе» (в отличие от считающегося каноническим трактата «О Христе и Антихристе» (лат. De Christo et antichristo)). В 1849 году вышло исследование Василия Нечаева о Димитрии Ростовского, включавшее анализ его методов аргументации против старообрядцев, а с 1850-х годов по инициативе митрополита Григория (Постникова) изучение и обличение раскола было введено сначала в семинарский курс, а позднее и в академическую программу. В 1857 году в духовных академиях созданы кафедры Истории и обличения раскола. То, что даже поповцы продолжали настаивать, «будто Антихрист царствует в России духовно, присутствуя невидимо в Церкви Православной», вызывало возмущение православных иерархов и считалось серьёзной угрозой. В 1859 году вышло сочинение «Об Антихристе против раскольников» И. Ф. Нильского, возглавившего образованную в 1857 году кафедру Истории и обличения раскола в Санкт-Петербургской духовной академии. В результате углублённого изучения были выявлены общие черты эсхатологических воззрений старообрядцев и протестантов, вследствие чего у католиков были позаимствованы некоторые приёмы полемики.

## Влияние эсхатологии на быт старообрядцев
Эсхатологические воззрения у старообрядцев тесно связаны с представлением о путях спасения, то есть сотериологией. В поведенческом отношении их выражением стало следование заповедям добродетельного поведения, а в литературном — духовные стихи. Важной чертой является в глубокое переживание у старообрядцев «страха Божия» и потребности в изолированности от внешнего мира, бытовой и догматической обособленности. Всесторонне осмысливая тему спасения в нынешние «последние времена», старообрядцы сформулировали разнообразные рекомендации прикладного характера, что нужно делать, а что категорически совершать не следует. Основные запреты касались бытового аскетизма, у некоторых согласий запрет распространялся на деньги и употребление любой купленной пищи. В крайних проявлениях, например у членов адамантова согласия, отрицание распространялось на все нововведения эпохи Антихриста, включая хождение по мостовым.
Как и прочие бытовые предписания, правила ношения старообрядцами одежды обусловлено её уместностью в «последние времена». Ещё в Киево-Печерском патерике встречался одетого по-западному иноземца как слуги Антихриста. Часовенный Ирюмский собор 1723 года принял петровское законодательство об особой одежде для староверов («зипун со стоящим клеиным козырьком»), ибо она, хотя и объявлялась позорящей христианина, отличалась от ненавистных портняжных новаций западной моды. Позднейшие соборы старообрядцев вплоть до XX века сохраняли и уточняли запреты на ношение не христианской одежды.
Вклад старообрядцев в экономическое развитие Российской империи крайне значителен и общепризнан. До конца XX века их предпринимательские успехи обосновывались упрощённо, приписываясь приверженностью традиционным ценностям, трудолюбию, религиозности, скромности. Первым объяснение, почему эсхатологические представления не привели у старообрядцев к отказу от активной экономической деятельности предложил В. В. Керов. По его мнению, существенным тут был основанный на взглядах Аввакума «эсхатологический индивидуализм», возлагавший ответственность за судьбу благоверия на каждого из «верных». Анализируя эволюцию восприятия эсхатологии в старообрядческой литературе, прежде всего в разнообразных «Цветниках», исследователь отмечает смещение интереса от доктринальных и глобальных вопросов к частным, касающимся судьбы конкретного человека и его персонального посмертного воздаяния. Г. Флоровский связывал активность, ответственность и самостоятельность представителей старой веры с тем, что «в безблагодатной оставленности беспоповец знает, что зависит сам от себя, и должен потому стать самонадеянным». В то же время спасение не могло быть достигнуто вне сообщества верных, каким стала слочённая конфессиональной дисциплиной старообрядческая община.